# Umkreis des Nikosthenes-Malers

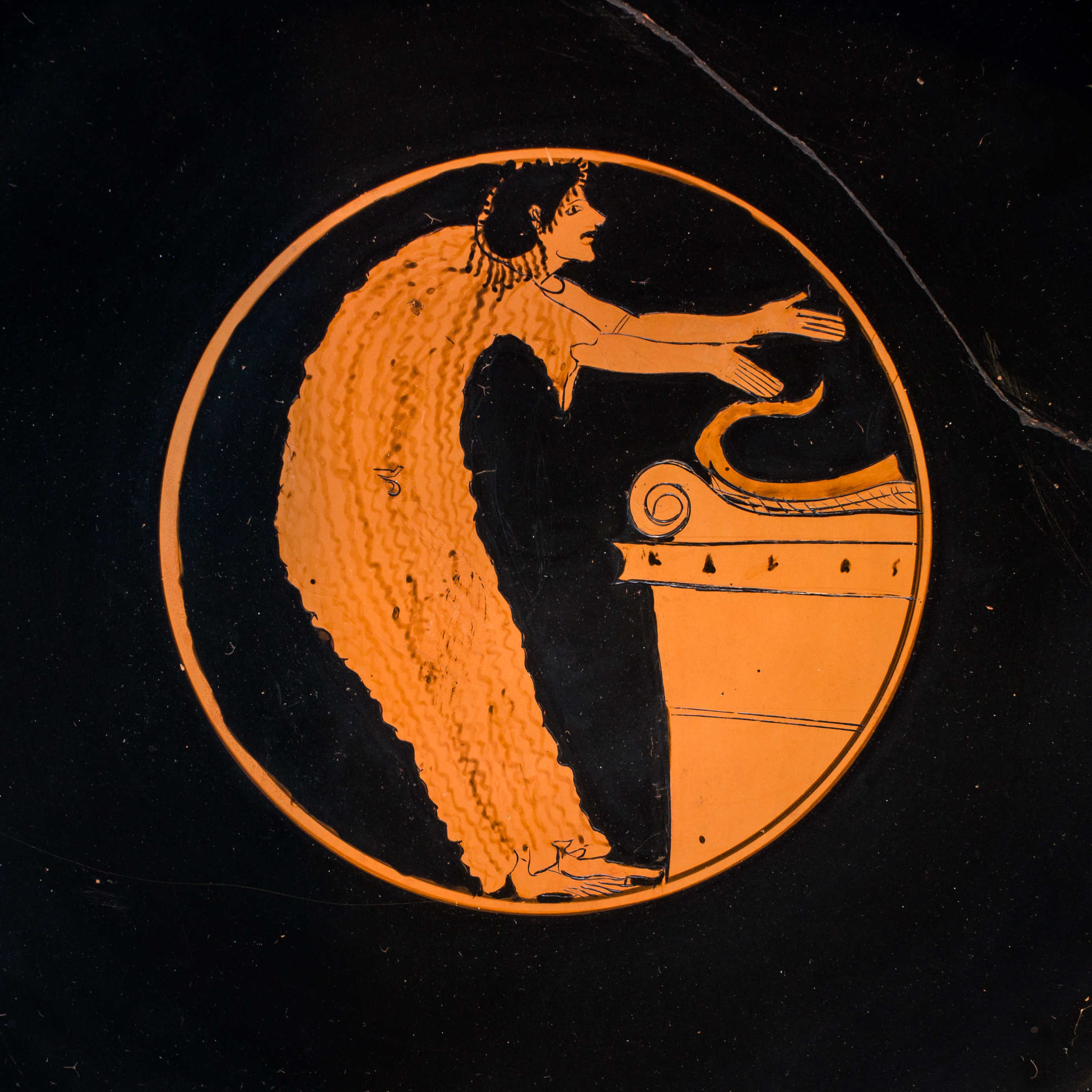
Frau beim Opfer; Schale Typ B aus dem Umkreis des Nikosthenes-Malers, um 510 v. Chr.; Staatliche Antikensammlungen München, Inventarnummer 2610

Als Umkreis des Nikosthenes-Malers (englisch Wider Circle of the Nikosthenes Painter beziehungsweise englisch Circle of the Nikosthenes Painter) wird eine Zusammenstellung antiker attisch-griechischer rotfiguriger Vasen aus dem Umkreis des Nikosthenes-Malers bezeichnet.

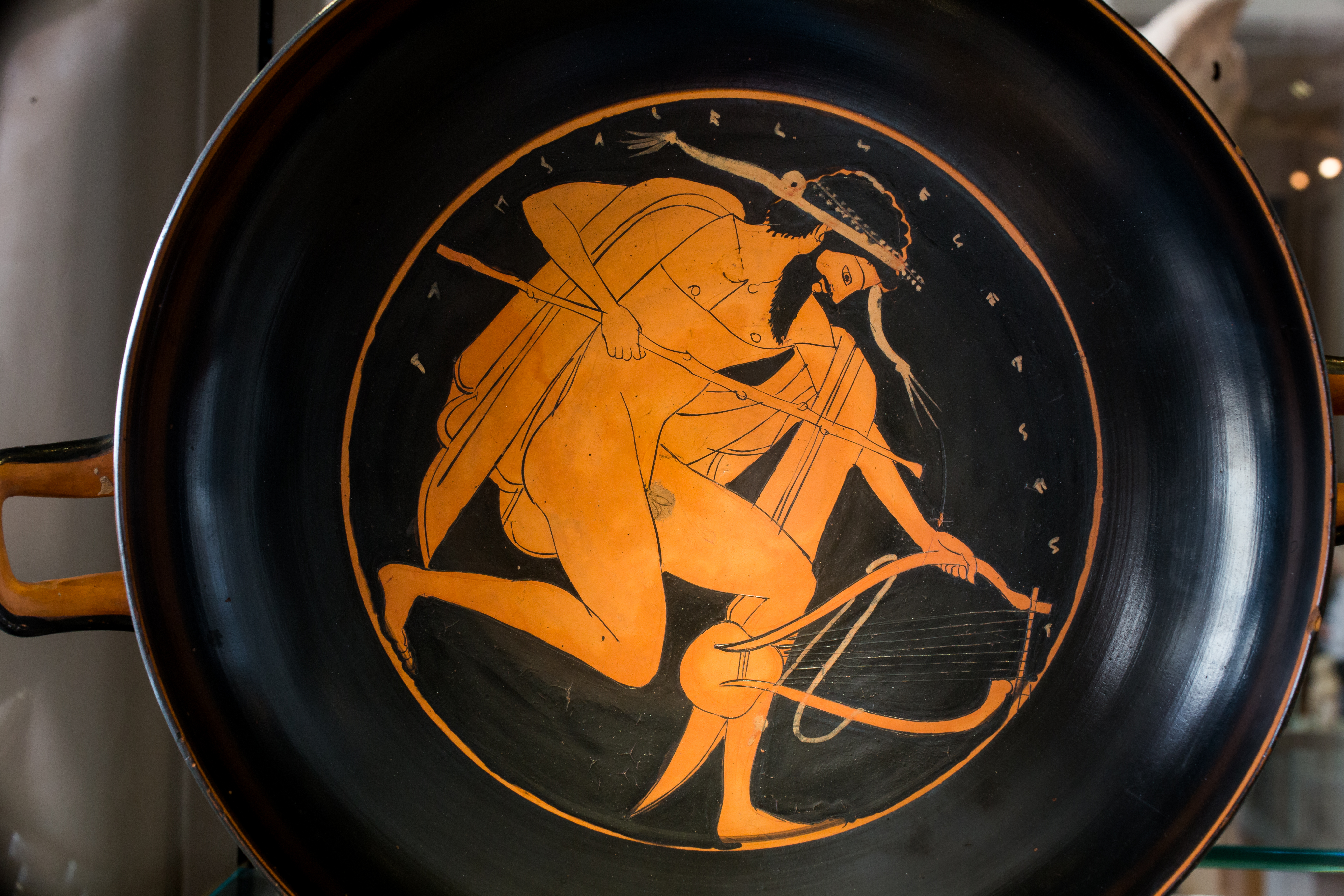
Komas mit Lyra und Stab; um 500/490 v. Chr.; Fitzwilliam-Museum (GR.19.1937)

Der Umkreis des Nikosthenes-Malers wurde von John D. Beazley bei der Ordnung der attisch-rotfigurigen Keramik definiert. Die Vasen erinnern in ihrem Stil stark an den Nikosthenes-Maler, sind aber nicht von seiner Hand gefertigt. Sehr wahrscheinlich handelt es sich um Werke aus der Nikosthenes-Pamphaios-Werkstatt, die von verschiedenen Kollegen des Nikosthenes-Malers gefertigt wurden, die sich aber einer genaueren Zuweisung entziehen. In der zweiten Auflage seines grundlegenden Werkes Attic Red-Figure Vase-Painters gruppierte er 22 Vasen sowie zwei damit in Verbindung stehende, im Ergänzungsband Paralipomena zählte er eine weitere Vase hinzu. Trotz ihrer Nähe gruppierte Beazley sie nicht so nahe, wie er es bei Gruppen tat. Es handelt sich bei den Vasen durchweg um Trinkschalen, die er dem Coarser Wing I zuordnete, einer Zusammenstellung von qualitativ eher schwachen Werken der zeitgleich mit der Pioniergruppe des rotfigurigen Stils aktiven Schalenmaler. Die Zeichnungen bezeichnet Beazley als grob und nachlässig, manchmal aber auch als kraftvoll.